# Овине
Овине (фр. Hauviné) је насеље и општина у североисточној Француској у региону Шампањ-Арден, у департману Ардени која припада префектури Вузје.
По подацима из 2011. године у општини је живело 307 становника, а густина насељености је износила 21,1 становника/km². Општина се простире на површини од 14,55 km². Налази се на средњој надморској висини од 115 метара.

## Демографија
| 1962. | 1968. | 1975. | 1982. | 1990. | 1999. | 2011. |
| ----- | ----- | ----- | ----- | ----- | ----- | ----- |
| 284   | 297   | 258   | 229   | 221   | 232   | 307   |

График промене броја становника у току последњих година